# Dr. Hook & the Medicine Show
Dr. Hook & the Medicine Show byla americká country a rocková skupina, založená v roce 1969 v New Jersey. V roce 1985 se rozpadla. Největší hity skupiny byly „Sylvia's Mother“, „The Cover of the Rolling Stone“, „A Little Bit More“ a „When You're in Love with a Beautiful Woman“.